# 뮤온 중성미자
뮤온 중성미자(영어: muon neutrino, 기호: 
ν
μ)는 전기 전하가 없는 경입자로, 기본 아원자 입자이다. 뮤온과 같이 2세대를 이루기 때문에 뮤온 중성미자라고 이름이 붙혀졌다. 뮤온 중성미자는 1940년대 초에 여러 사람에 의해 처음 추측되었으며 1962년 리언 레더먼과 멜빈 슈워츠, 잭 스타인버거가 공동으로 발견하여, 그 공로로 1988년에 노벨 물리학상을 수상했다.

## 발견
1962년에 리언 레더먼과 멜빈 슈워츠, 잭 스타인버거가 브룩헤이븐 국립연구소에서 실험을 통해 중성미자가 한 종류 이상 존재하는 것을 뮤온 중성미자(이미 neutretto(중성 중간자)라는 이름으로 가설이 세워져 있었다)와의 상호작용을 처음으로 감지해서 증명하여, 1988년에 노벨 물리학상을 수상했다.

## 속도
2011년 9월에 OPERA 연구자들은 뮤온 중성미자가 분명히 광속보다 빠르게 이동한다고 발표했다. 이 결과는 2011년 11월에 두 번째 실험으로 다시 확인되었다. 이 결과는 과학 공동체에서 회의적인 시각으로 보았으며, 더 많은 실험으로 이 현상을 조사했다. 2012년 3월 ICARUS팀이 OPERA의 결과와 직접적으로 모순되는 결과를 발표했다.
이후, 2012년 7월에 중성미자의 변칙적인 초광속 전파는 그란사소의 광섬유 타이밍 시스템의 잘못된 요소에 의한 것으로 밝혀졌다. 이를 교정한 후에 측정된 중성미자는 실험 오차 내로 광속으로 전파되는 것으로 나다났다.

## 같이 보기
- 전자 중성미자
- 중성미자 진동
- PMNS 행렬
- 타우 중성미자

## 추가 문헌
- 리언 레더먼 (1988). “Observations in Particle Physics from Two Neutrinos to the Standard Model” (PDF). 《Nobel Lectures》. 노벨 재단. 2010년 2월 11일에 확인함.
- 멜빈 슈워츠 (1988). “The First High Energy Neutrino Experiment” (PDF). 《Nobel Lectures》. 노벨 재단. 2010년 2월 11일에 확인함.
- 잭 스타인버거 (1988). “Experiments with High-Energy Neutrino Beams” (PDF). 《Nobel Lectures》. 노벨 재단. 2010년 2월 11일에 확인함.